# Krompachy
Krompachy (in ungherese Korompa, in tedesco Krompach) è una città della Slovacchia facente parte del distretto di Spišská Nová Ves, nella regione di Košice.

## Amministrazione

### Gemellaggi
- Békéscsaba
- Gaszowice
- Nădlac
- Rýmařov